# Adriane Rickel

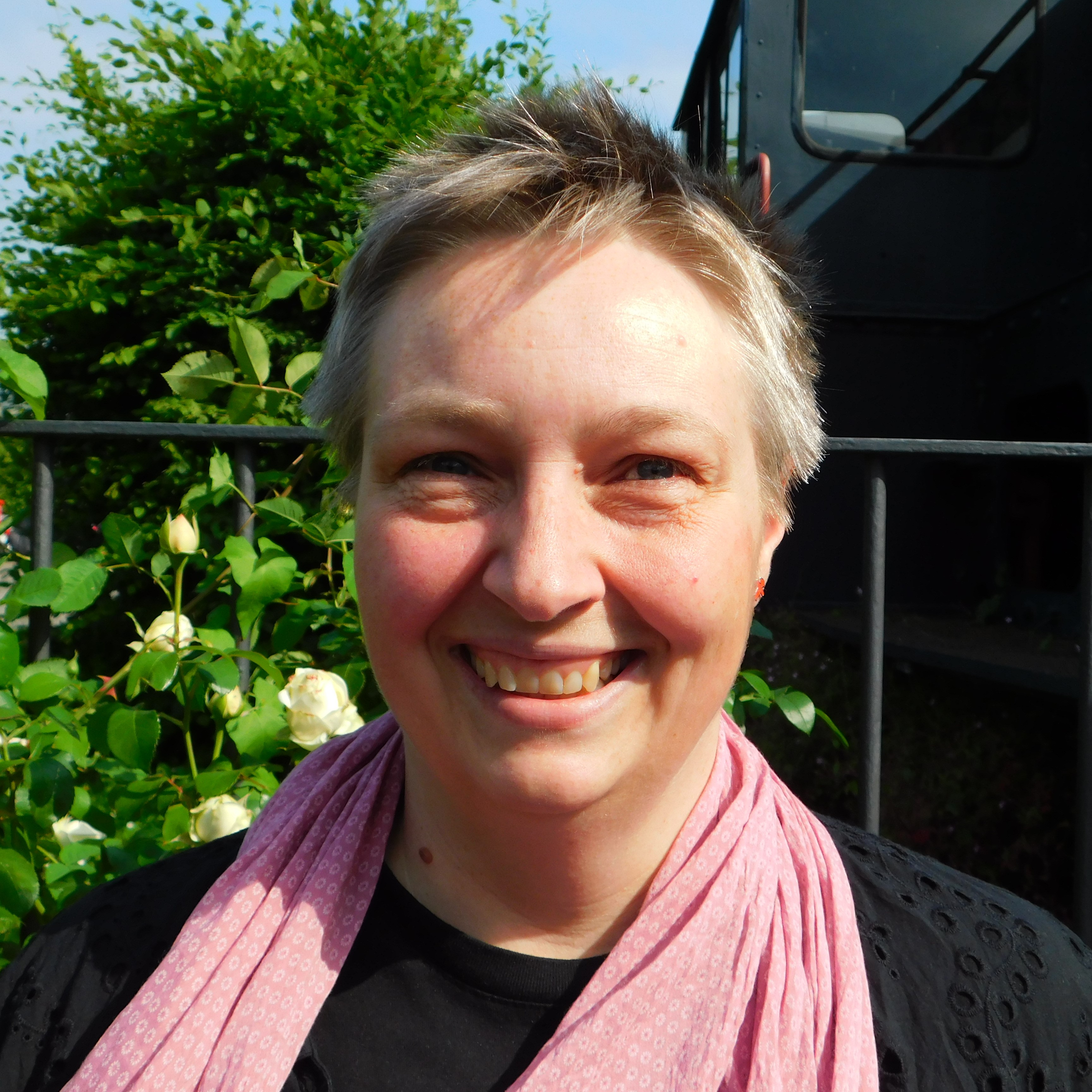
Adriane Rickel (2024)

Adriane Rickel (* 9. Juli 1974 in Oldenburg in Holstein) ist eine deutsche Quizspielerin. Sie ist bekannt als „Jägerin“ aus der ARD-Fernsehsendung Gefragt – Gejagt, in der sie seit 2021 als „Die Generalistin“ auftritt.

## Leben
Rickel wuchs in Longkamp im Hunsrück auf. Ihre Eltern waren Inhaber einer Kneipe. Sie studierte ab Ende der 1990er-Jahre Germanistik und Philosophie in Münster, schloss das Studium aber nicht ab. In Münster war sie auch Teil der dortigen Pubquizszene, wo sie unter anderem auf ihren späteren Gefragt-Gejagt-Kollegen Klaus Otto Nagorsnik traf. Zudem organisierte sie mit Freunden ein schwul-lesbisches Quiz im KCM Schwulenzentrum Münster.
Nach 19 Jahren in Münster zog sie zur Jahreswende 2012/13 nach Stuttgart, wo sie als Korrektorin in einem juristischen Verlag arbeitet. Im Jahr 2017 nahm sie erstmals am Deutschland-Cup des Deutschen Quiz-Vereins teil und ist seit 2018 Vereinsmitglied. 2019 war sie die beste Frau in der Gesamtwertung. Bei der Deutschen Meisterschaft 2018 belegte sie als zweitbeste Frau den 30. Rang. 2019 war sie im siegreichen Team bei der Südwestdeutschen Meisterschaft.
Am 13. September 2021 wurde die erste Folge von Gefragt – Gejagt mit Rickel als „Jägerin“ ausgestrahlt. Sie ist nach Grażyna Werner, die 2017 in fünf Folgen auftrat, die zweite Frau, die dort als Jägerin fungiert. Zuvor war sie noch nie im Fernsehen aufgetreten. Ihr „Kampfname“ in der Sendung, „Die Generalistin“, geht auf eine Idee der Gefragt-Gejagt-Redaktion zurück. Ihr eigener Vorschlag „Das Käpsele“, ein schwäbischer Mundartausdruck für einen intelligenten und gewitzten Menschen, wurde von der Redaktion abgelehnt.